# Basketballclub Diekirch
Der Basketballclub Diekirch ist ein luxemburgischer Basketballverein aus Diekirch. Er ist Mitglied des nationalen Basketballverbandes FLBB.

## Geschichte

### Anfänge
Obwohl in Diekirch schon vor dem Zweiten Weltkrieg eine Gruppe von Studenten regelmäßig Basketball spielte, dauerte es bis 1955 ehe mit dem Basketballclub Diekirch, der auch auf die Abkürzung BBCD hörte, der erste Basketballverein in der Stadt gegründet wurde. Nachdem das Team in der zweiten Liga starten durfte, gelang bereits zwei Jahre nach Vereinsgründung der Aufstieg in die höchste Liga Luxemburgs, der heutigen Total League.

### Etablierung in der 1. Liga
In den 60er Jahren spielte Diekirch dort immer eine gute Rolle, wurde mehrere Male Dritter und erreichte dreimal das Pokalfinale um den luxemburgischen Pokal, welches jeweils verloren ging. Ein Meisterschaftsgewinn gelang der Mannschaft nie, was vor allem an den auftrumpfenden Basketballern von BBC Etzella lag, die in den 60er Jahren die Liga dominierten. 

### Transfers, Fusion und Auflösung
Die Vereinsverantwortlichen strebten Ende der 60er Jahre nach Höherem und verpflichteten erstmals ausländische Spieler, darunter hauptsächlich US-Amerikaner, die im nahegelegenen Bitburg stationiert waren. Damit war Diekirch der erste luxemburgische Verein, der solche Transfers tätigte. Die erhofften Titelgewinne blieben aber trotz dieser Investitionen aus, sodass sich der BBCD Anfang der 70er mit dem CS Standard, einem wenige Jahre zuvor gegründeten Leichtathletikverein aus Diekirch, vereinte und dessen Namen annahm. Kurz nach der Fusion nahm das Team am europäischen Wettbewerb Korać-Cup teil, wo es in der ersten Runde gegen den 1. FC Bamberg chancenlos war und beide Spiele (56:82 und 66:78) verlor.
Der Verein wurde 1982 wegen finanzieller Probleme aufgelöst.

### Neugründung
Im Jahre 1990, acht Jahre nach der Auflösung, wurde der Verein neugegründet und startete in der fünften Liga den Neustart. Zur Rückkehr ins Oberhaus sollte es bis heute nicht reichen, aber immerhin hat sich der Verein wieder in der dritten Liga etabliert.
Seit der Saison 2016/17 nehmen nur noch Jugendmannschaften am Spielbetrieb teil.
Die Heimspiele werden in der Sportshall Rue Joseph Merten ausgetragen.

## Erfolge
- 3× Luxemburgischer Pokalfinalist